# Héctor Flores Osuna
Héctor Flores Osuna (Caguas, 23 gennaio 1923 – Caguas, 2 luglio 2004) è stato un compositore e musicista portoricano.
Autore di circa 500 titoli è conosciuto soprattutto per la canzone "Amor Gitano", inizialmente pubblicata col titolo "Mal pago" da Ray Arroyo y Su Trío nel 1960, grazie anche all'interpretazione di José Feliciano pubblicata nell'album Sombra... una voz... una guitarra del 1967.

## Biografia
Figlio d'arte, il padre era il chitarrista Ignacio "Nené" Flores Cardona e la madre Maria Osuna Rodriguez, cominciò a studiare chitarra a 8 anni sotto la guida del padre. A causa dell'eccessiva severità Héctor ne abbandonò le lezioni e proseguì da autodidatta appassionandosi anche al canto.
Nel 1940, diciassettenne, si presentò nel programma "Tribuna del Arte", prodotto e sostenuto da Don Rafael Quiñones Vidal, destando clamore la sua interpretazione di "Vagabundo", famoso bolero di Arturo Somohano che gli valse scritture per altri programmi e spettacoli.
La sua casa di Porto Rico è adibita a museo.

## Composizioni
Alcune composizioni:
- Panchito Riset: “Allí” y “Que me mate la bebida” (Ansonia, 1955)
- Raúl Shaw Moreno: “Allí” (Musart, 1957)
- Carlos Pizarro: “Ella y yo”, “Nada vas a lograr” (Verne, 1958)
- Cheíto González con Los Tres Reyes: “Espejo” (RCA Victor, 1958)
- Ray Arroyo y Su Trío (Ansonia): “Sin amor” y “Telegrama” (1959); " Mal Pago" (1960); “Señorita” (1961)
- Blanca Iris Villafañe: “Si fueras libre” (Ansonia, 1959); “No habrá divorcio” (Ansonia, 1961); “Aunque me cueste morir”, “Canalla”, “Olvídate de mí”, etc. (Ansonia, 1962)
- Roberto Ledesma: “A plazos” (Gema, 1965)
- Felipe Rodríguez: “Lámpara” (Spanoramic, 1966)
- José Feliciano “Amor Gitano” (RCA, 1967)
- Vicentico Valdés: “No disfrutarás” y “Por qué creo en Dios” (United Artists Latino, 1967)
- Los Tres Grandes: “He regresado” (Grand, 1978)
- Kim De los Santos: “No disfrutarás” (JOY, 1980) y “Ladrón de corazones”
- Paquito Guzmán: “Te lo prohibo” (TH/LAD, 1981)
- Ismael Miranda: “Ladrón de corazones” (Fania, 1993)
- Julín Reyes y su Trío Los Caciques: “Busco un amor” y “Todavía puedo” (Tudor, 1995)
- Vitín Fonseca y su Trío Los Diamantinos: “El espejo” (VF, 2001)